# Tiziana Beghin
Tiziana Beghin (4 de fevereiro de 1971, em Génova) é uma política italiana que foi eleita deputada ao Parlamento Europeu em 2014 e reconduzida em 2019.